# Langford (Dakota del Sud)
Langford è un comune degli Stati Uniti d'America, situato in Dakota del Sud, nella contea di Marshall.